# Ca la Xela
Ca la Xela és una obra del municipi de Porrera (Priorat) inclosa en l'Inventari del Patrimoni Arquitectònic de Catalunya.

## Descripció
Edifici de planta quadrada, bastit de maçoneria i obra, arrebossada i pintat, de planta baixa, dos pisos i golfes i cobert per teulada a dos vessants. A la façana s'obren una porta i una finestra a la planta baixa, tres balcons a cada pis i una galeria de cinc finestres en arc de mig punt emmarcades per una finestra a casa costat. Cal destacar, la portalada de pedra, en arc rebaixat i les inicials "J A" i la data a la clau, així com les baranes de ferro forjat. Una porta oberta en un mur alineat amb la casa dona accés a un pati de la mateixa propietat.

## Història
Edifici pertanyent a la darrera etapa constructiva, anterior a la fil·loxera i de bona qualitat formal. Actualment és utilitzat com a segona residència.